# Synopeas velutinum
Synopeas velutinum är en stekelart som först beskrevs av Walker 1836.  Synopeas velutinum ingår i släktet Synopeas och familjen gallmyggesteklar. Inga underarter finns listade i Catalogue of Life.